# Nada Cristofoli
Nada Cristofoli, née le 6 janvier 1971 à Spilimbergo dans la Province de Pordenone (Frioul-Vénétie Julienne), est une coureuse cycliste italienne.

## Palmarès sur piste

### Jeux olympiques
- Atlanta 1996
  - 10e de la course aux points

### Championnats du monde
- Bogota 1995
  -  Médaillée d'argent de la course aux points

## Palmarès sur route
- 1991
  - Vertemate con Minoprio
- 1992
  - Lunata
  - 3e de Driedaagse van Pattensen
- 1993
  - 2e et 8e étapes du Tour d'Italie
- 1994
  - Trofeo Maccari - San Fior
- 1995
  - Prologue du Tour du Trentin international féminin
  - Cavriè
  - Ronde van Friuli
- 1996
  - 2e de Ronde van Friuli
- 1997
  - 2e étape du Tour d'Italie
- 1998
  - Vertemate con Minoprio